# Liste der Monuments historiques in Féron
Die Liste der Monuments historiques in Féron führt die Monuments historiques in der französischen Gemeinde Féron auf.

## Liste der Bauwerke
| Bezeichnung           | Beschreibung | Standort         | Kennzeichnung | Schutzstatus | Datum | Bild           |
| --------------------- | ------------ | ---------------- | ------------- | ------------ | ----- | -------------- |
| Bildstock Lejeune     |              | Mauvinage (Lage) | PA00107523    | Inscrit      | 1951  | weitere Bilder |
| Schloss Pont-de-Sains |              | (Lage)           | PA00107524    | Inscrit      | 1948  |                |
| Kirche St-Martin      |              | (Lage)           | PA00107525    | Inscrit      | 1948  | weitere Bilder |